# اتحاد جزر العذراء الأمريكية لكرة القدم
تأسس اتحاد جزر العذراء الأمريكية لكرة القدم (بالإنكليزية: U.S. Virgin Islands Soccer Federation) في عام 1987م وانضم إلى الإتحاد الدولي لكرة القدم في 1998م وإنضم إلى اتحاد أمريكا الشمالية والوسطى والكاريبي لكرة القدم في 1987م.

## روابط خارجية
- الموقع الرسمي